# 斜率优化
斜率优化（英語：Convex Hull Optimisation）是一种在计算机科学中使用的，数形结合借助数据结构提升动态规划效率的思想。